# Stok
Stok je museum a klášter (gompa) ve stejnojmenné vesnici v Ladákhu v údolí řeky Indus 17km jihovýchodně od Léhu (největšího města v Ladákhu). Stok je současným sídlem bývalé královské rodiny. V muzeu se nacházejí náboženské předměty i předměty předměty používané královskou rodinou, slavnostní oděvy i šperky ladáckých králů.
Ve vesnici začínají treky na nejvýznamnější horu v okolí, Stok Kangri vysokou 6120m.